# Debbie Stabenow
Deborah Ann Greer Stabenow mais conhecida como Debbie Stabenow (nascida em 29 de abril de 1950) é uma política e assistente social americana, é senadora do estado do Michigan e membro do Partido Democrata. 

## Biografia
Nascida em 29 de abril de 1950, em Gladwin no estado norte-americano do Michigan, é filha de Anna Merle Hallmark e Robert Lee Greer.

### Carreira política
Stabenow iniciou sua carreira política aos 25 anos de idade, ao se tornar membro do conselho dos comissários do Condado de Ingham, cargo que ocupou entre 1975 a 1978; em 1979 foi membro da câmara dos deputado de Michigan, cargo que foi ocupado por ela entre 1979 a 1990, quando foi eleita para o senado estadual de Michigan, cargo que foi ocupado por Stabenow entre 1991 e 1994, entre 1997 a 2001 foi representante do 8º distrito congressional do Michigan; desde 2001 é senadora da república.

### Vida pessoal
Stabenow tem dois filhos: Michelle Stabenow e Todd Stabenow, e uma enteada: Gina Athans; sua residência situa-se em Lansing, no Michigan.